# Ybbs
Ybbs (česky Jivice) je řeka v Dolních Rakousích. Je pravým přítokem Dunaje. Délka řeky je 138 km a rozloha povodí je asi 1300 km².

## Geografie
Řeka Weisse Ois, která je považována za hlavní pramennou větev, pramení na úbočí hory Großer Zellerhut na hranici Dolních Rakous a Štýrska, v nadmořské výšce 1345 m[zdroj?] na souřadnicích 47°45′37″ s. š., 15°12′19″ v. d. v blízkosti města Mariazell. Asi po 5 km toku se název mění na Ois.
Od soutoku Ois s potokem Seebach (též Lunzer Seebach) ve městysu Lunz am See se nazývá Ybbs.
Řeka je dlouhá 138 km a její tok je velmi meandrující, směřující od jihu na sever. Vlévá se do Dunaje zprava u města Ybbs an der Donau, v nadmořské výšce 217 m.
Důležitější místa na jejím toku jsou Lunz am See, Göstling an der Ybbs, St. Georgen am Reith, Hollenstein an der Ybbs, Opponitz, Ybbsitz, Waidhofen an der Ybbs, Sonntagberg, Kematen an der Ybbs, Amstetten a Ybbs an der Donau.
Některé větší přítoky
| Tok         | Směr přítoku | Místo                   |
| ----------- | ------------ | ----------------------- |
| Seebach     | zleva        | Lunz am See             |
| Ahornbach   | zprava       | Kogelsbach              |
| Hammersbach | zleva        | Hollenstein an der Ybbs |
| Kleine Ybbs | zprava       | Kreilhof                |
| Url         | zleva        | Greinsfurth             |

## Hospodářský význam

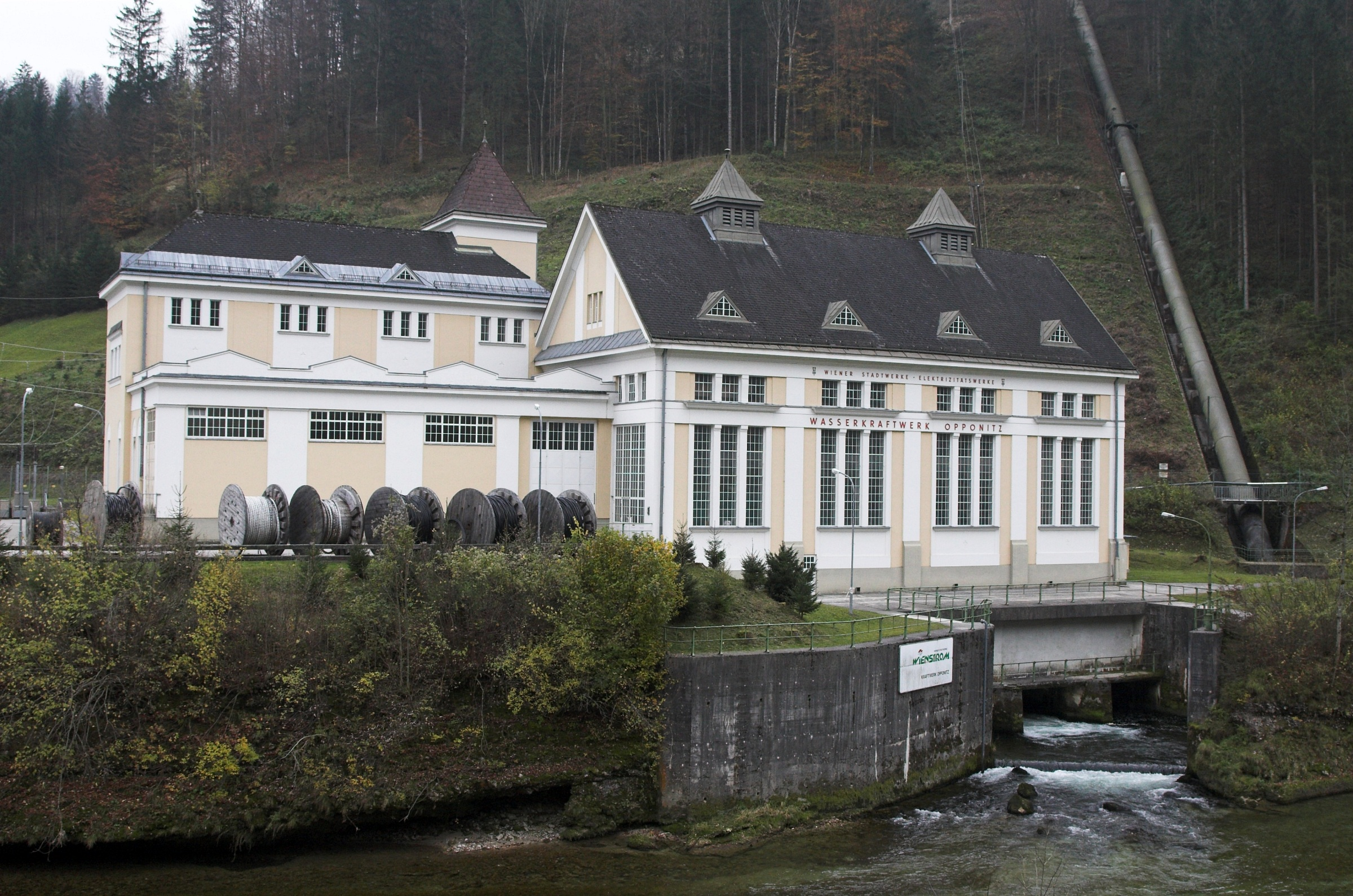
Vodní elektrárna v Opponitzu

Řeka je využívána k výrobě elektrické energie v několika vodních elektrárnách. Elektrárna Hausmening s instalovaným výkonem 13 MW, dodávající část energie pro Amstetten, je provozována energetickou společností Wien Energie. Společnost provozuje i velkou elektrárnu s výkonem 62,4 MW, nacházející se v obci Opponitz, která zásobuje energií hlavní město Vídeň a část oblasti Ybbstalu.
V Kemmelbachu, části obce Neumarkt an der Ybbs, těsně před ústím řeky do Dunaje, se nachází elektrárna zásobující elektrickou energií město Ybbs an der Donau.

## Znečištění
Až do 80. let 20. století byla Ybbs na dolním toku jednou z nejvíce znečištěných řek Rakouska. Znečištění bylo posléze silně sníženo vybudováním čističek odpadních vod ve Waidhofenu a Amstettenu a zejména započetím čištění odpadních vod vznikajících v papírně v amstettenské městské části Ulmerfeld-Hausmening a při výrobě celulózy v městysi Kematen an der Ybbs.